# Boussès
Boussès település Franciaországban, Lot-et-Garonne megyében. Lakosainak száma 41 fő (2022. január 1.). Boussès Arx, Lubbon, Durance, Fargues-sur-Ourbise, Houeillès, Allons és Réaup-Lisse községekkel határos.

## Népesség
A település népességének változása:
| Lakosok száma | 99   | 57   | 46   | 41   | 41   | 39   | 37   | 36   | 36   | 41   |
|               | 1968 | 1982 | 1990 | 2006 | 2013 | 2015 | 2017 | 2019 | 2020 | 2022 |